# Halichoeres sazimai
Halichoeres sazimai Luiz, Ferreira & Rocha, 2009 è un pesce di acqua salata appartenente alla famiglia Labridae.

## Distribuzione e habitat
Proviene dal sud est dell'oceano Atlantico; è presente esclusivamente in Brasile. Predilige i fondali sabbiosi, anche se talvolta può essere trovato in aree ricche di rocce, tra i 20 e i 35 m di profondità.

## Descrizione
Presenta un corpo allungato, con la testa dal profilo appuntito, non particolarmente compresso ai lati e simile a H. bivittatus. Anche la colorazione è simile, e non varia particolarmente: il corpo è bianco, bianco grigiastro o bianco giallastro; dalla bocca parte una linea orizzontale marrone o nera, abbastanza sottile che passa per l'occhio e termina sul peduncolo caudale. 
Sul ventre possono essere presenti delle sfumature gialle, e nei maschi blu. La pinna caudale è trasparente con il margine dritto, la pinna dorsale e la pinna anale sono basse e lunghe. La lunghezza massima registrata per questa specie è di 21,4 cm.

## Biologia

### Comportamento
Talvolta nuota in piccoli gruppi, di non più di 10 esemplari.

### Alimentazione
Si nutre di piccoli invertebrati acquatici.